# Franz Keller (Kupferstecher)
Franz Keller (* 1821 in Linz am Rhein, Kreis Linz, Provinz Großherzogtum Niederrhein; † 3. November 1896 in Düsseldorf) war ein deutscher Kupferstecher und Radierer der Düsseldorfer Schule.

## Leben
Keller besuchte von 1837 bis 1851 die Kunstakademie Düsseldorf. Dort war er insbesondere Schüler seines älteren Bruders, des Kupferstechers Joseph Keller. Wie dieser wurde er Kupferstecher und reproduzierte in Kartonmanier vor allem religiöse Motive nazarenisch geprägter Maler, etwa kleine, erschwingliche Heiligen- und Andachtsbilder, die insbesondere über den Verein zur Verbreitung religiöser Bilder emittiert wurden. Als sein Bruder vom Kunstverein für die Rheinlande und Westfalen 1841 den Auftrag erhalten hatte, Raffaels Disputa zu stechen, begab er sich mit diesem und dessen Frau Bertha, geborene Schulgen, nach Rom. Für den Kunstverein für die Rheinlande und Westfalen schuf Franz Keller das Bild Der Tod Barbarossas nach Alfred Rethel. Für den Kunstverlag von August Wilhelm Schulgen stach er Darstellungen aus dem Evangelium nach Friedrich Overbeck.

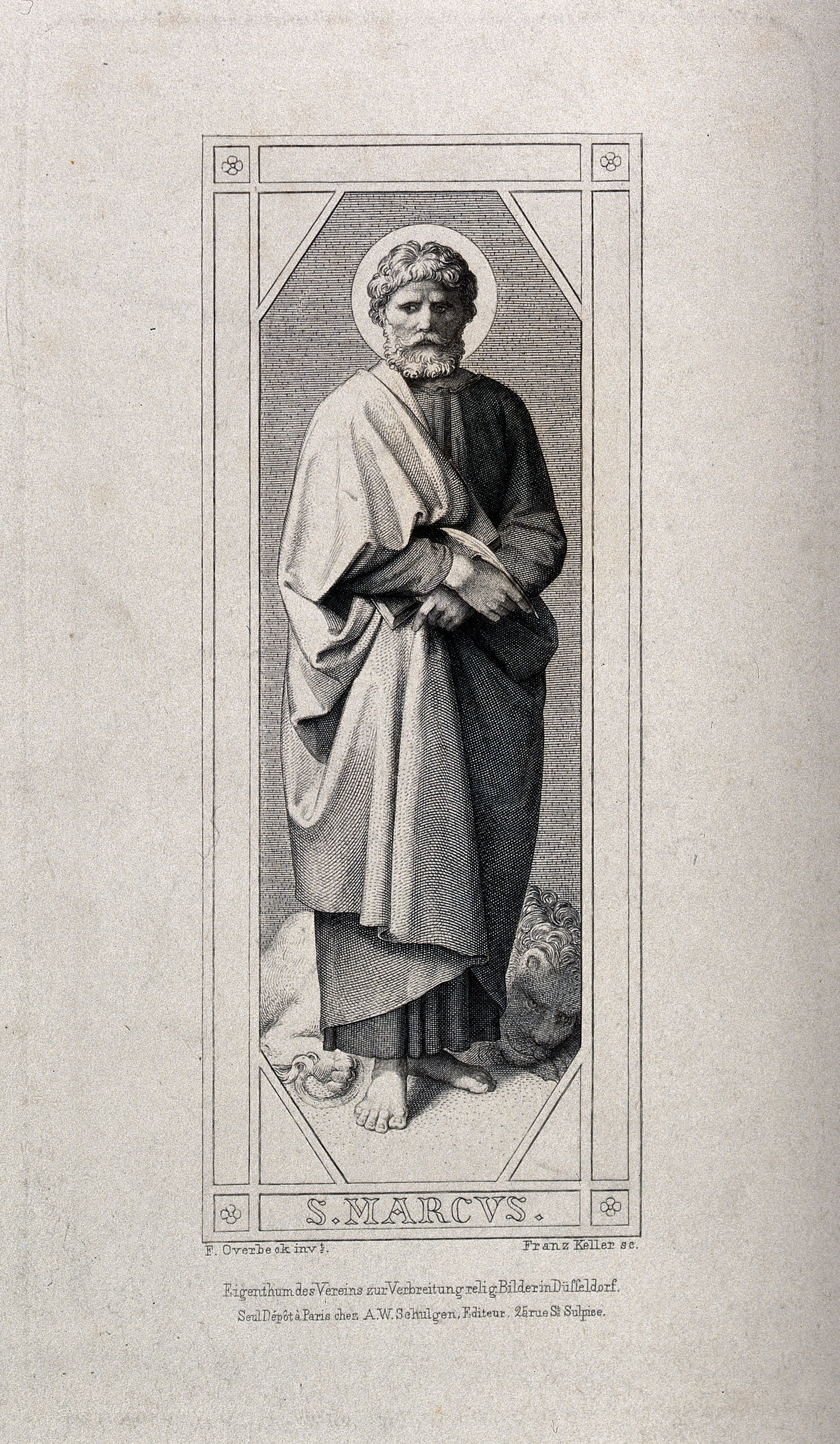
S. Marcus, Radierung nach Franz Overbeck
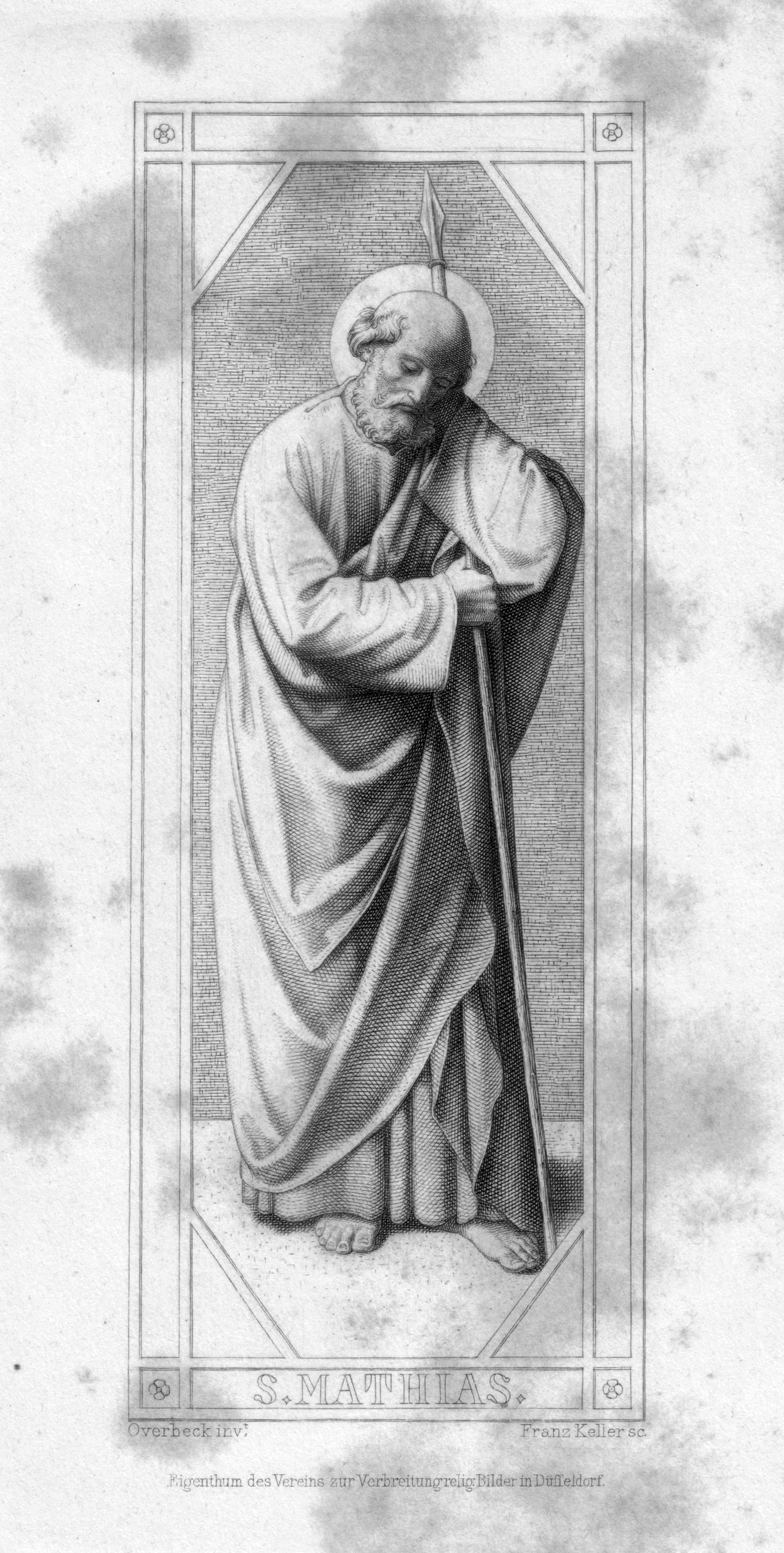
S. Mathias, Radierung nach Franz Overbeck
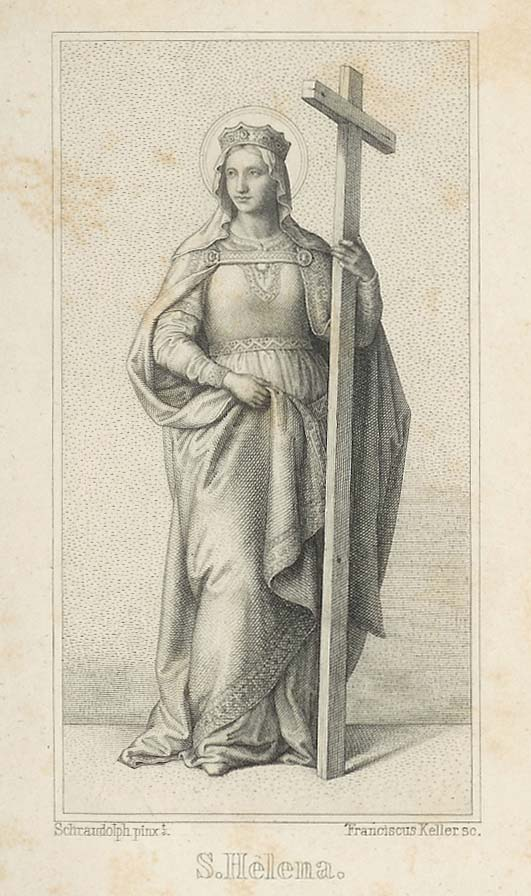
S. Helena nach Claudius Schraudolph d. Ä.
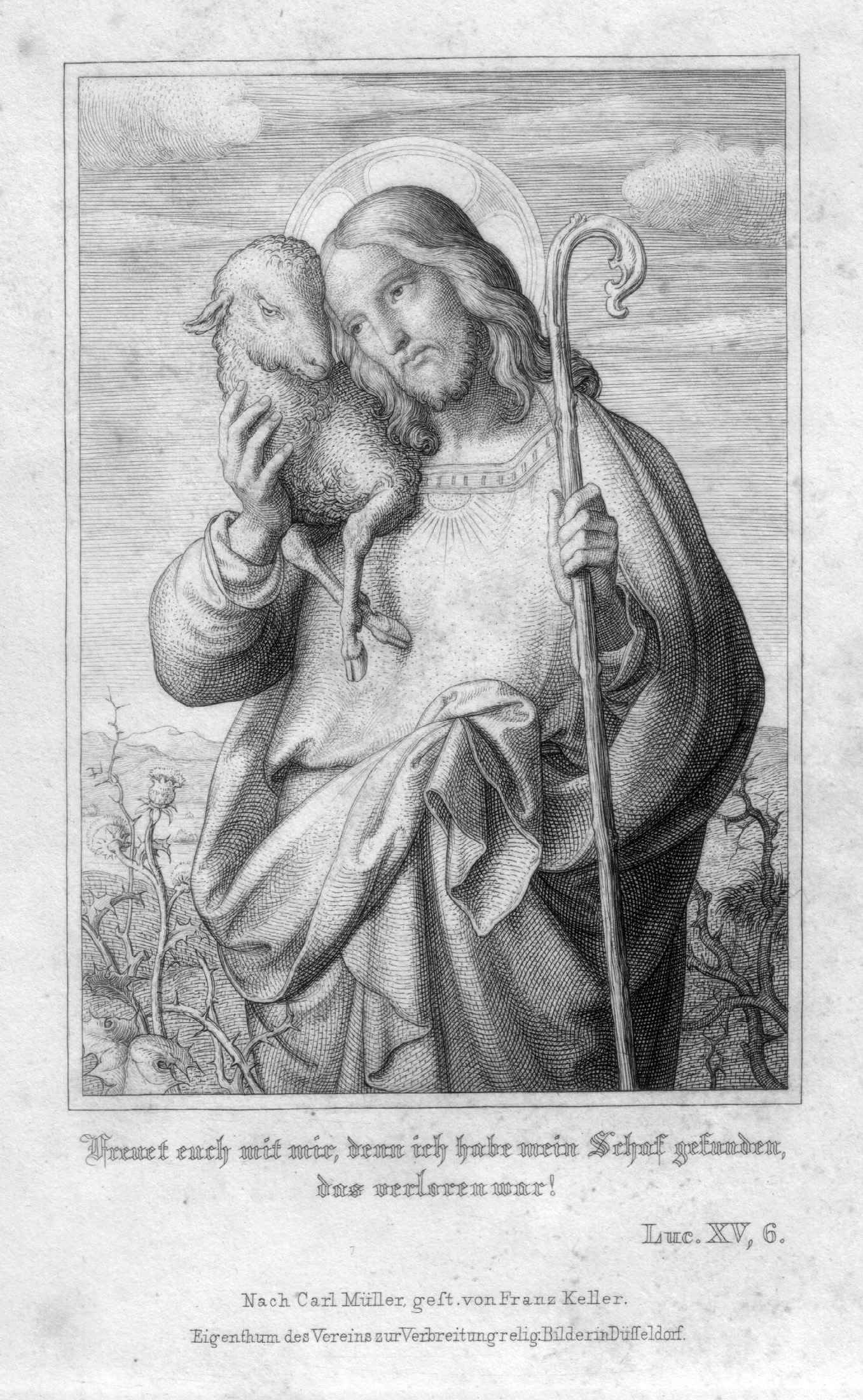
Freuet euch mit mir, denn ich habe mein Schaf gefunden, das verloren war! nach Karl Müller